# Selnica Šćitarjevska
Selnica Šćitarjevska – wieś w Chorwacji, w żupanii zagrzebskiej, w mieście Velika Gorica. W 2011 roku liczyła 535 mieszkańców.